# Contracumbre de Génova
Se denomina contracumbre de Génova o manifestaciones contra la cumbre del G8 en Génova a las actividades organizadas por el movimiento antiglobalización del 19 al 22 de julio de 2001 como respuesta a la cumbre del G8 que se producía durante esos días en la ciudad italiana de Génova.
La contracumbre saltó a la primera página de los periódicos de todo el mundo debido a la gran violencia de los enfrenamientos entre la policía y los manifestantes, en los que moriría luego de un disparo por un carabiniere (en defensa propia, según una controvertida sentencia judicial) el joven activista Carlo Giuliani.
Desde entonces se han dictado varias sentencias judiciales condenando al estado italiano por los abusos y la violencia de las fuerzas del orden, a pesar de los 250 casos archivados por la imposibilidad de reconocer al policía concreto que cometió el abuso.

## Polémica antes de la cumbre
Desde las manifestaciones contra la cumbre de la OMC en Seattle de 1999, cada una de las reuniones de un organismo internacional que el movimiento antiglobalización considera ilegítimo (G8, Banco Mundial, OMC, OTAN), provocaban una fuerte respuesta de la ciudadanía, convocándose grandes movilizaciones, que solían acabar con fuerte enfrentamientos entre las fuerzas de orden y los manifestantes.
Es por ello que la decisión de realizar la cumbre del G8 en Génova suscitó polémica ya meses antes del encuentro, ya que no se consideraba una ciudad adecuada para garantizar la gestión del orden público. Las autoridades recomendaron a los habitantes de Génova abandonar la ciudad ese fin de semana, mientras los medios de comunicación daban gran cobertura a las medidas de seguridad adoptadas, como los grandes contenedores con los que se cerró la zona rossa, o el sellado del alcantarillado por temor a ataques terroristas.

### La ciudad blindada

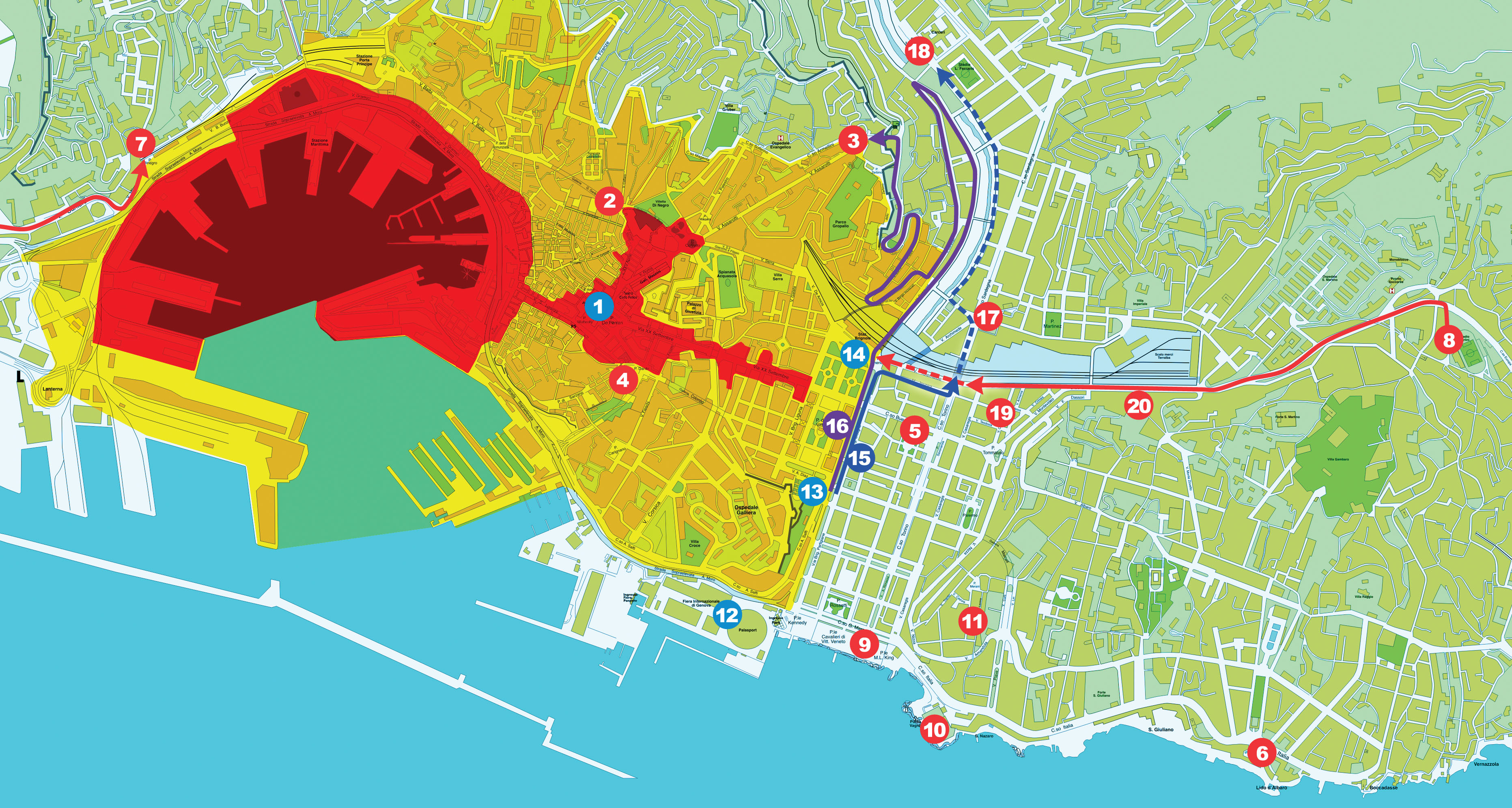
División de la ciudad en zonas según la modalidad de acceso.

A Génova fueron enviados 20.000 policías y militares. La ciudad fue dividida en tres zonas, según la modalidad de acceso:
- Zona rossa (Zona roja): se definió así varios a kilómetros cuadrados alrededor de donde se mantendría la cumbre del G8. Era una zona absolutamente reservada, amurallada mediante contenedores, a la que solo podían acceder los residentes a través de un número limitado de check points. Ha sido definida como la Fortezza di Genova.[2]
- Zona gialla (Zona amarilla): una amplia zona en torno a la zona roja, cuyo acceso estaba limitado.
- El resto de la ciudad: A la que se podía acceder libremente.

En realidad el acceso a toda la ciudad se hizo bastante complicado ya que se cerró la estación de tren, el puerto y el aeropuerto Cristóbal Colón, donde se colocaron baterías de misiles tierra-aire. Además se colocaron puestos de control en todas las carreteras que llegan a la ciudad. Dentro de las medidas de seguridad se trasladó a Génova el instrumental necesario para deshabilitar temporalmente los teléfonos móviles.
Antes de la cumbre se realizaron muchos avisos de bomba, la mayoría falsos. Aunque si hubo dos paquetes bomba reales: Uno hirió a un policía y otro a Cologn Monzese, secretaria del periodista Emilio Fede.
En la tensa espera de la cumbre muchos genoveses decidieron abandonar la ciudad y muchos comercios cerraron, vallando algunos sus escaparates.

### Convocatoria de la contracumbre
En este marco se crea el Genoa Social Forum (Foro Social de Génova), para coordinar a los 700 grupos y asociaciones, de distinta inspiración y nacionalidad, interesados en protestar ante la cumbre. El GSF pide, a través de sus portavoces, Vittorio Agnoletto y Luca Casarini, la cancelación de la cumbre. Para ello argumentan que la reunión de los jefe de Estado y de gobierno era ilegítima, ya que pocos hombres poderosos tomarían decisiones que afectarían y condicionarían a pueblos sin representación en el G8. También se argumentaba que la prohibición de entrar en la zona rossa era una limitación a las libertades constitucionales. El Gobierno no aceptó la propuesta, aduciendo los compromisos internacionales adquiridos por Italia, por lo que el GSF decidió convocar la contracumbre.

## Desarrollo de la contracumbre

### Jueves 19 de julio

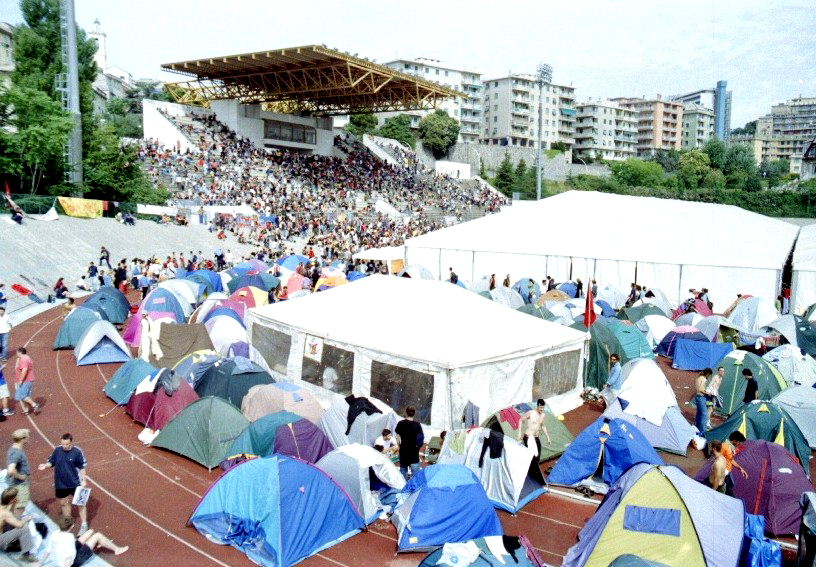
Activistas antiglobalización acampando en el Estadio Carlini.

El primer día se desarrolla una pacífica manifestación reivindicando los derechos de los inmigrantes extracomunitarios, en la que participan muchísimos grupos de inmigrantes, ciudadanos genoveses, y representantes de infinidad de partidos, grupos y asociaciones. Se estima una asistencia de unas 50.000 personas.
Mientras tanto continuaban llegando a Génova grupos organizados y multitud de personas, con la vista puesta en las dos grandes manifestaciones del viernes y el sábado. Para alojar a los manifestantes se habilitaron varias infraestructuras, como polideportivos y estadios de fútbol.

### Viernes 20 de julio
La jornada del viernes fue la más dramática. Fue este el día en el que el manifestante antiglobalización Carlo Giuliani fue asesinado y en el que se produjeron mayores daños a la ciudad.

#### Acciones de los colectivos dentro del Génova Social Forum

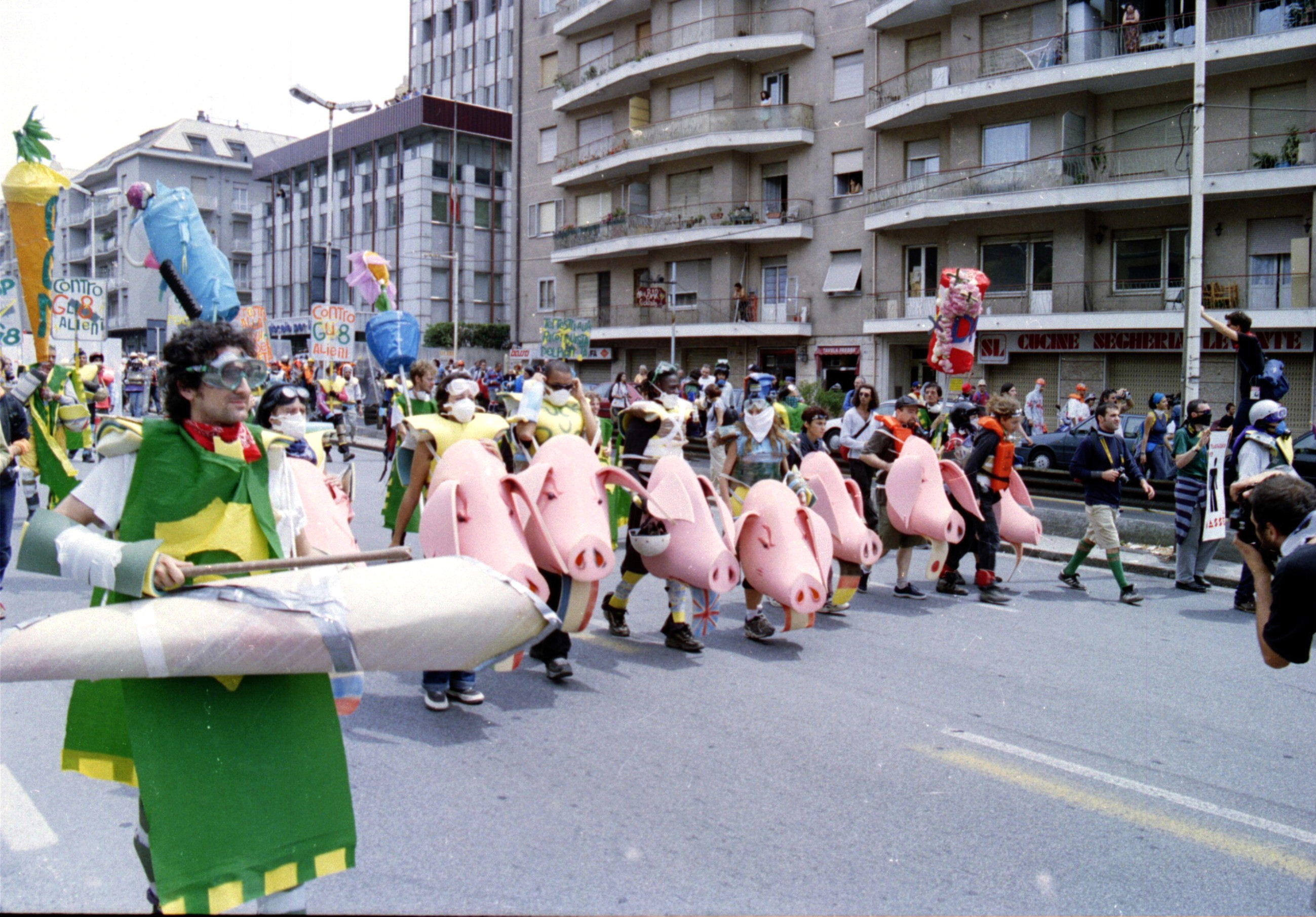
Manifestación de los Tute Bianche en Corso Europa.

Dentro del programa del Genoa Social Forum estaban previstos para este día varios actos en distintas zonas de la ciudad:
- Una manifestación de trabajadores en huelga desde Piazza Montano a Piazza Di Negro, que se desarrolló sin incidentes.
- Una manifestación de la Red Lilliput, Red Contra G8, Legambiente y la Marcha mundial de mujeres, desde Piazza Manin hasta una de las entradas de la zona rossa en Piazza Corvetto.
- Un acto de Cobas y la Red por los derechos globales en Piazza Paolo da Novi, dedicado a temas de empleo. En esta acto aparecieron de forma imprevista manifestantes seguidores de la técnica del bloque negro.
- Una manifestación de los Tute Bianche ('Monos —de trabajo— Blancos') y otros grupos desde el Estadio Carlini con intención de violar la zona rossa mediante técnicas no violentas, usando sus cuerpos protegidos por cascos, protecciones de gomaespuma y escudos de plexiglás.
- Una manifestación de Globalise Resistance desde el Piazzale John Fitzgerald Kennedy con intención de violar pacíficamente la zona rossa.
- Una manifestación convocada por ATTAC, ARCI, Rifondazione Comunista, Fiom Cgil, UDS y UDU desde Piazza Carignano.
- ATTAC-Francia, por su parte se manifestó desde Piazzale Kennedy hasta Piazza Dante, donde una chica y un anciano consiguieron violar la zona rosa, siendo detenidos sin oponer resistencia.
- Por la mañana un grupo de activistas de Greenpeace intentaron llegar a la zona rossa con un globo aerostático, pero fueron bloqueados por la policía.

#### La técnica del Bloque Negro
Por otra parte en Génova estaban presente varios grupos con intención de realizar acciones al estilo del bloque negro. Hay que destacar que aunque el uso periodístico tienda a identificar este terminó con cualquier manifestante violento, sus partidarios lo usan para definir una estrategia más concreta, que podría resumirse como: 
- El uso de la violencia contra objetos, no contra personas (Aunque se permita lo que denominan autodefensa de los ataque de las fuerzas del orden)
- El ataque a propiedades de multinacionales y del estado, nunca a la particulares ni a pequeños comercios (si bien es bastante común cruzar automóviles en la carretera para impedir el paso de la policía).

Para desarrollar esta estrategia un grupo de manifestantes atacó, a primera hora de la mañana, una estación de servicio de Q8, con objeto de abastecerse de gasolina para fabricar cócteles molotov.

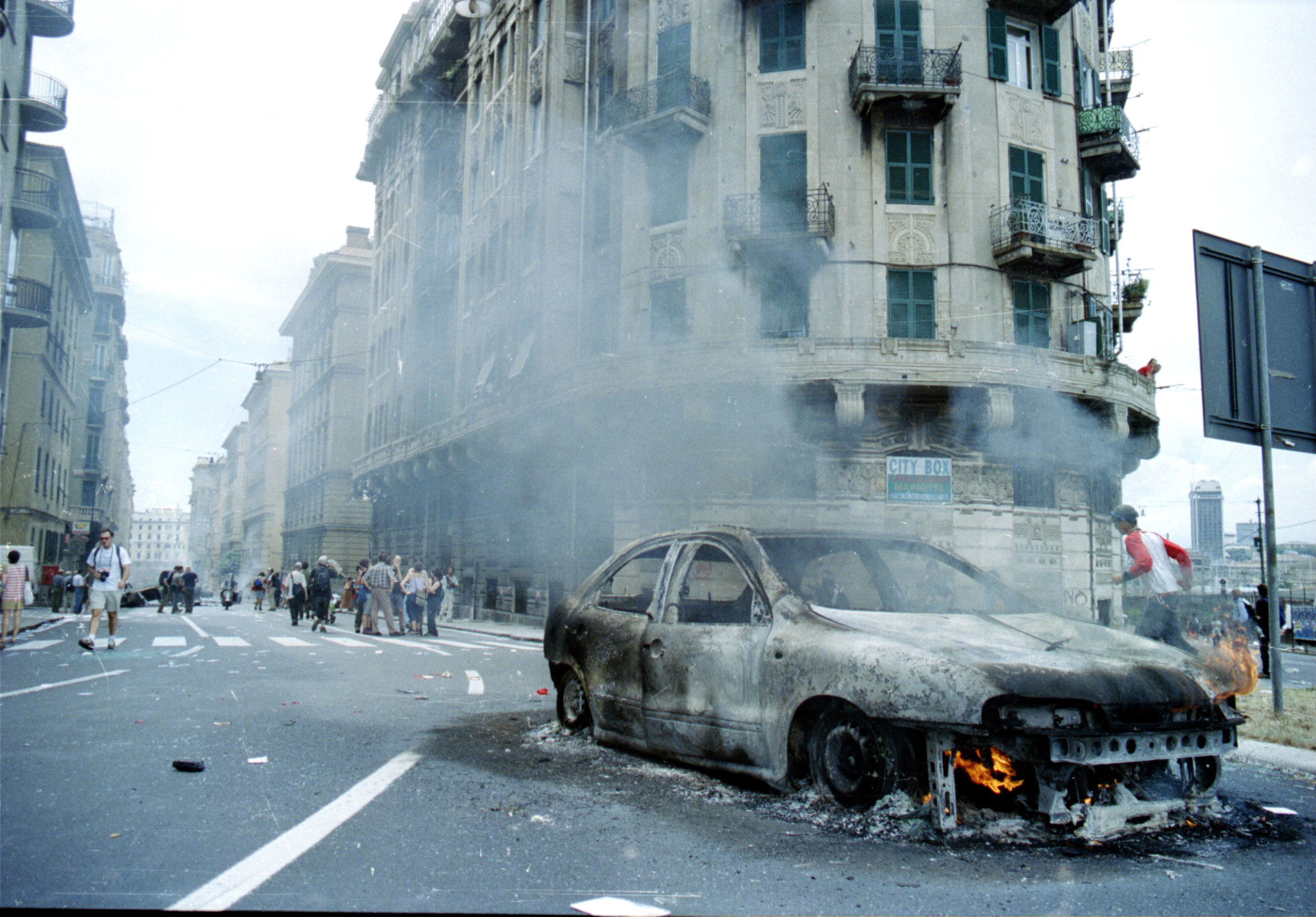
Coche incendiado entre Via Montevideo y Tolemaide.

Desde el mediodía simpatizantes de la técnica del bloque negro se introducen [cita requerida] en las manifestaciones pacíficas provocando violentos enfrentamientos con la policía, con el uso de molotov, piedras y palos. Las fuerzas del orden respondieron con gases lacrimógenos y varios disparos con arma de fuego (dieciocho según las fuentes policiales, algunos recogidos por fotógrafos). Hay que destacar que durante toda la jornada se produjeron enfrentamientos entre manifestantes partidarios del bloque negro y otros manifestantes que intentaban mantener el carácter pacífico con el que se habían convocado las manifestaciones.
Sobre las 14:30 un pequeño grupo se aleja del centro y se dirige a la cárcel de Marassi. Los seis furgones blindados y los dos Land Rover Defender de la policía que custodiaban el acceso a la cárcel escapan lanzando dos gases lacrimógenos. La puerta de la cárcel fue atacada durante un buen rato con piedras y motolotov.
Los hechos de la Cárcel de Marassi son uno de los ejemplos que se ponen para acusar a la policía de haber dejado actuar con cierta libertad al Bloque Negro, para poder justificar el desmedido uso de la fuerza durante la cumbre. Desde el Genoa Social Forum y desde varios medios de comunicación se denuncia que el bloque negro se movió sin ser molestado durante los tres días de la cumbre y las raras intervenciones de la policía se hicieron tarde y de forma ineficaz. Esta ineficacia provocó que ninguno de los participantes en las acciones del bloque negro estuviese entre lo cientos de manifestantes detenidos, a pesar de que las autoridades conocían incluso donde se alojaban muchos de los grupos que usan esta técnica. 
También se denuncia que muchas de las acciones del Bloque Negro pudieron ser provocadas por policías infiltrados. Estas acusaciones se basan en las múltiples imágenes (como las ya recogidas en anteriores contracumbres) en la que se ven supuestos manifestantes del bloque negro hablando tranquilamente con la policía.

#### Los enfrentamientos de Vía Tolemaide

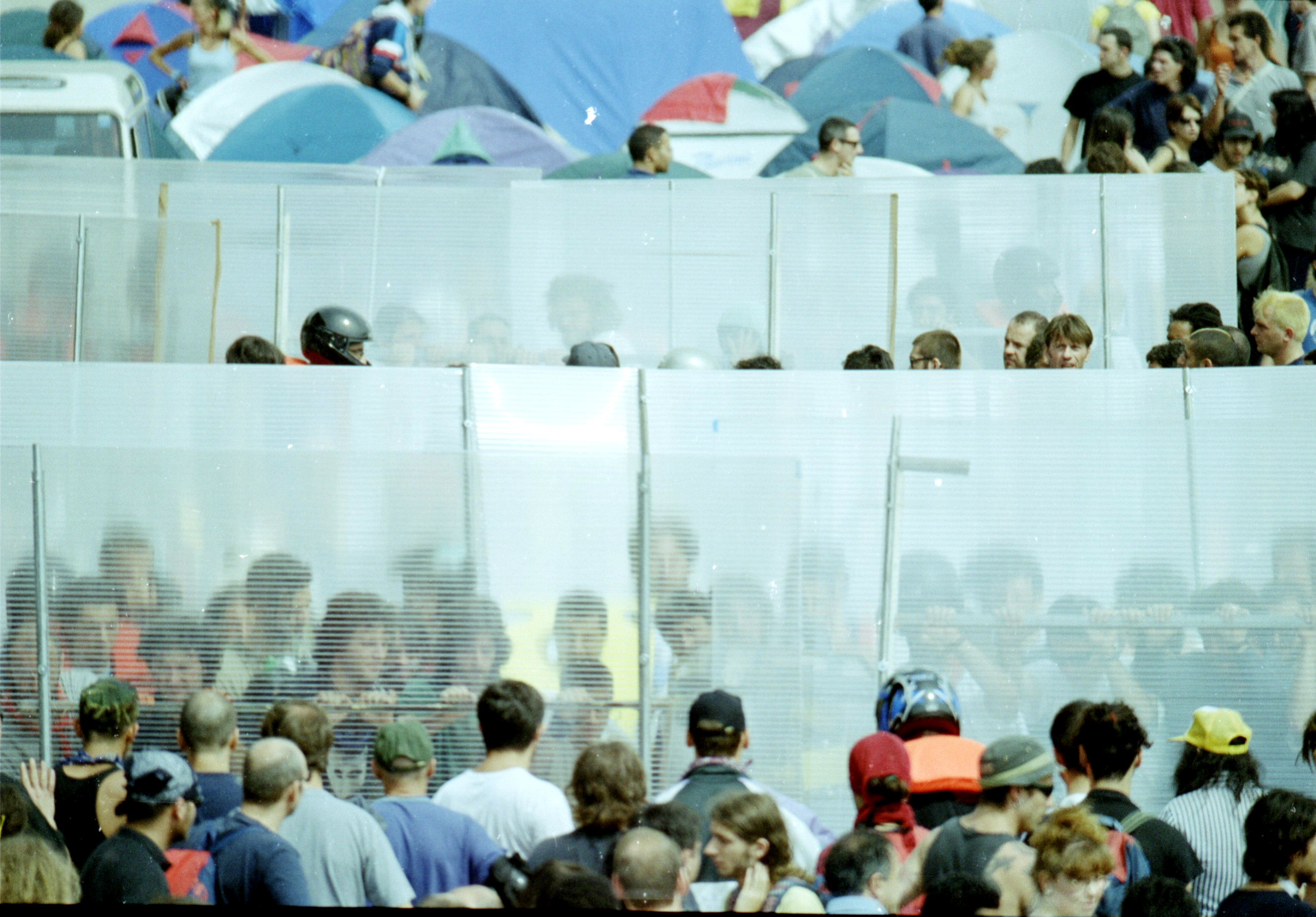
Escudos de plástico usados por los Tute Bianche.

Por Vía Tolemaide pasaba la manifestación —autorizada— de los Tute Bianche, una de las más numerosas con unas cien mil personas. La cabeza de la manifestación estaba protegida por grandes escudos de plástico con ruedas y delante de los escudos estaba un grupo de mediación con la policía, formado de varios diputados y portavoces del Genoa Social Forum, a los que acompañaba una nube de periodistas.
Mientras esta manifestación entraba en Vía Tolemaide, unos 300 carabinieri a pie, en blindados y en camionetas entran por error [cita requerida] a esta calle, tras haberse perdido por la ciudad mientras intentaban llegar a Piazza Verdi. Cuando la manifestación queda bloqueada delante de las fuerzas del orden a la altura del pasaje subterráneo de las vías del tren, se produce un lanzamiento de piedras (según la policía se trata de un intenso lanzamiento de piedras, según las declaraciones de los periodistas y las imágenes mostradas en el juicio se trataría de entre dos y tres piedras, posiblemente desde un puente cercano por gente ajena a la manifestación. La policía inicia inmediatamente un lanzamiento masivo de gas lacrimógeno para después realizar una fuerte carga contra los manifestantes, que se lleva por delante a los periodistas que la cubren.
Los propios periodistas manifestaron lo incomprensible de la actuación de las fuerzas del orden, que habrían tolerado durante horas actos vandálicos de manifestantes violentos, y cargaban contra la manifestación autorizada tras unos segundos de contacto visual.
Durante el juicio se pone de manifiesto lo extraño de la decisión de cargar contra la manifestación, al escucharse la grabación de la radio interna de la policía en la que el operador gritaba: «¡Nooo!... ¡Están cargando contra los Tute Bianche, puerco Judas!, tenían que ir a Piazza Giusti, no a Via Tolemaide... Han cargado contra los Tute Bianche!». También se grabó las numerosas peticiones del dirigente de la comisaría de Génova, responsable de la seguridad de la manifestación, pidiendo a los carabinieri que se retirasen y dejasen pasar a los manifestantes.

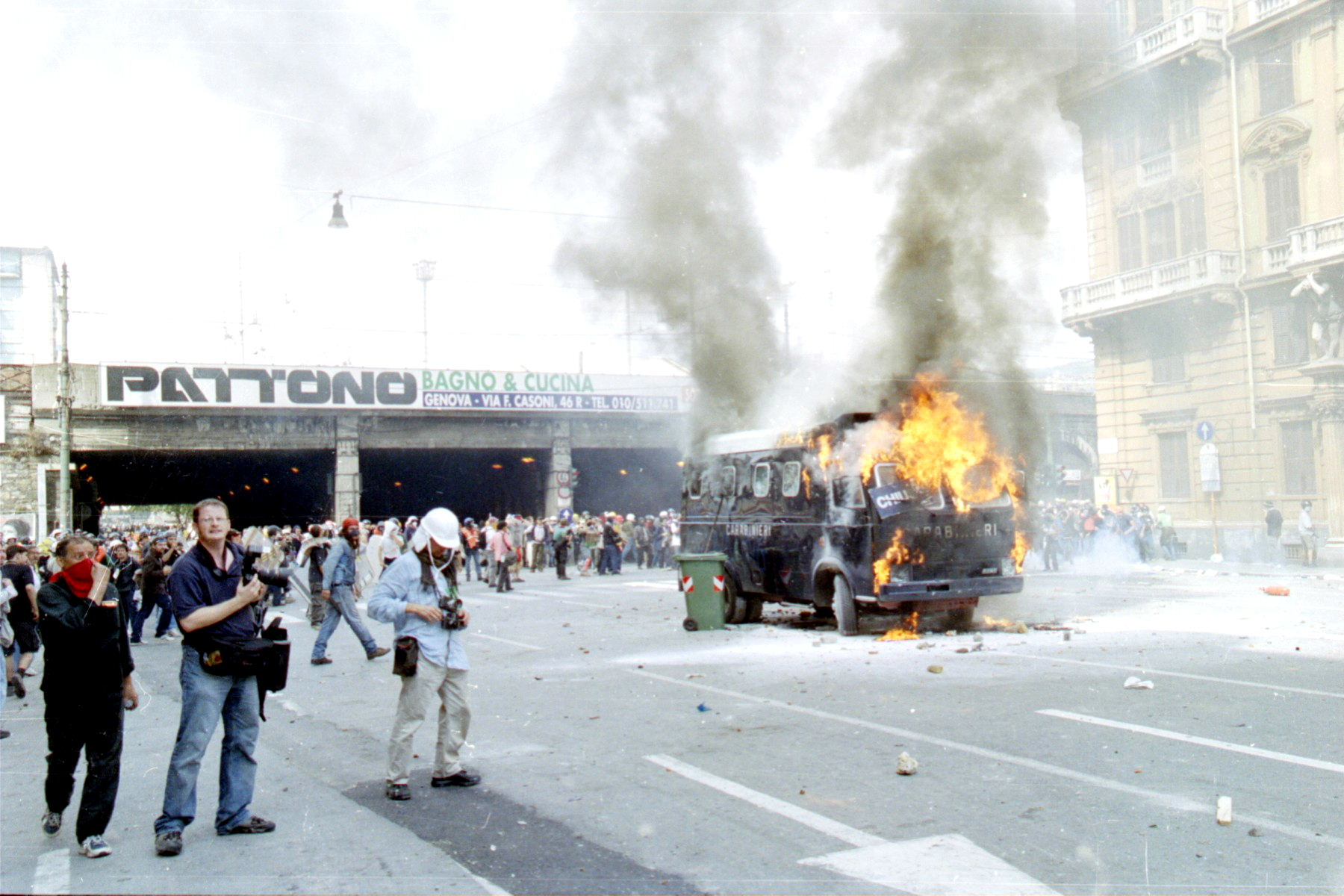
La furgoneta de carabinieri incendiada cerca del pasaje subterráneo.

Tras la primera carga los carabinieri se repliegan, y la cabeza de la manifestación se reorganiza. Algunos manifestantes asaltan un furgón blindado abandonado por la policía y le prenden fuego. El grupo de carabinieri había perdido el contacto con la central, desde la que intentaban ordenarles que se retirasen, y deciden volver a cargar contra la manifestación que estaba intentando reorganizarse, esta vez sin poder usar los lacrimógenos ya que habían gastado todos (a pesar de las máscaras a muchos policías se les diagnosticó problemas crónicos de respiración, tras la enorme cantidad de gas utilizado). Durante las sucesivas cargas se producen enfrenamientos violentísimos, la policía lanzó contra la manifestación furgones blindados a toda velocidad, hecho calificado de crimen por Spartaco Mortola jefe y la DIGOS —Divisione Investigazioni Generali e Operazioni Speciali— de Génova. Los manifestantes prenden fuego a contenedores de basura y coches para construir barricadas que impidan las cargas de la policía.
Fue durante estas cargas cuando se produjeron las mayoría de los detenidos de la cumbre.

#### Los enfrentamientos de Piazza Alimonda: la muerte de Carlo
La Piazza Alimonda es una plaza situada en el barrio de Foce. Como testimonian muchas fotografías sobre las tres de la tarde, el ambiente era tranquilo en la plaza, llena de manifestantes. Pocos minutos después aparece un grupo de carabinieri desde Vía Invria, que empieza a lanzar gases lacrimógenos contra los manifestantes, estos reaccionan cruzando contenedores de basura en la carretera.
A las 17:00 llega a la plaza la compañía de carabinieri comandada por el capitán Claudio Cappello, acusado de torturas durante la misión italiana en Somalia, que vuelve a cargar contra los manifestantes. Según la versión oficial la carga se realizaría por temor a que los manifestantes atacasen al grupo de fuerzas del orden, a pesar de que, según las reconstrucciones hechas sobre la base de las numerosas fotografías de la plaza, los manifestantes no daban ningún signo de hostilidad. Durante la investigación se ha puesto de manifiesto que esta carga cerraba todas las vías de escape a los manifestantes, ya que en la salida hacia Vía Tolemaide se estaba produciendo otra carga policial, de hecho varios manifestantes optaron por contraatacar a las fuerzas del orden que, no pudiendo controlar la situación, inician una desordenada retirada.

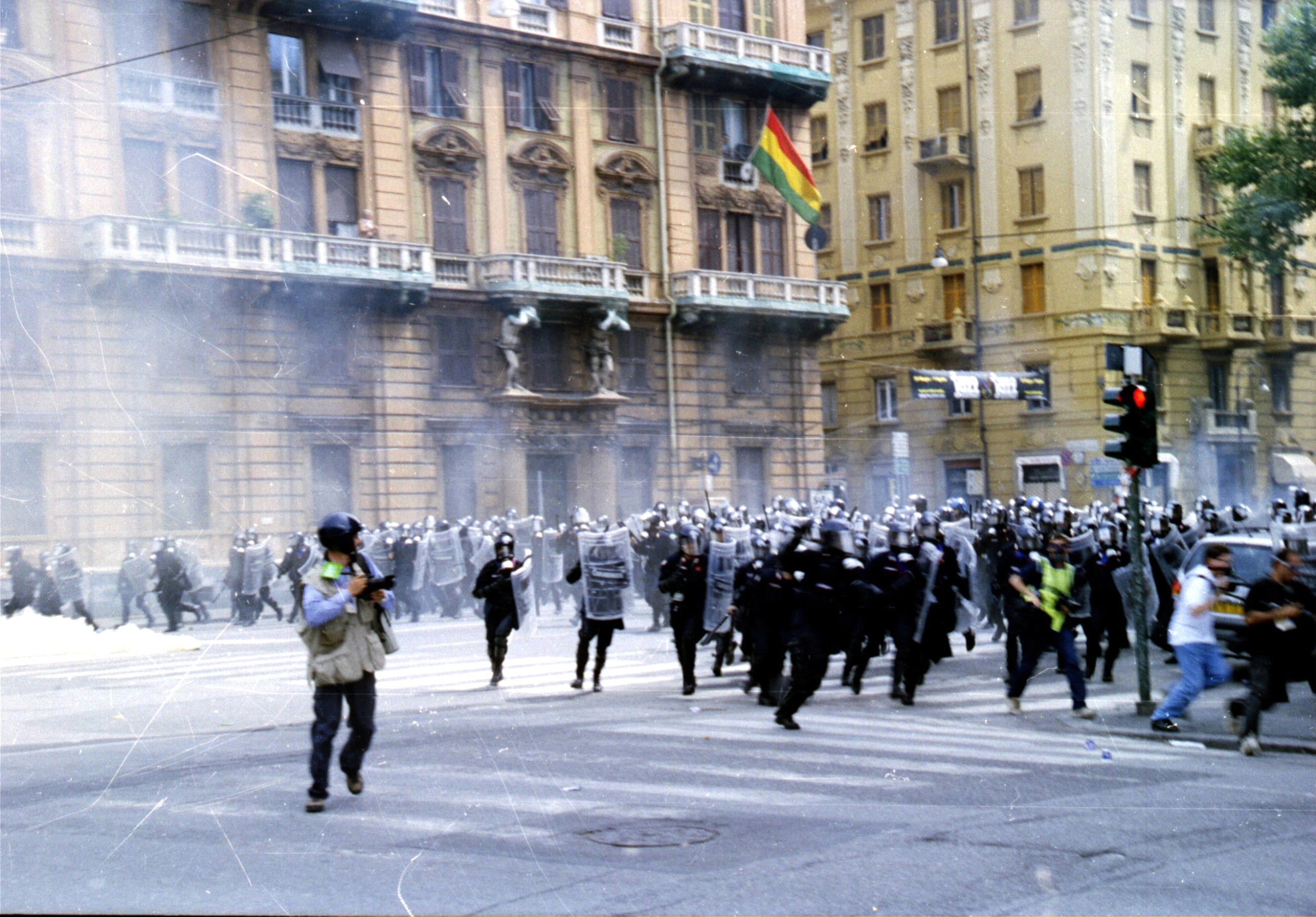
Carga policial en el Corso Torino.

En la retirada uno de los Land Rover de los carabinieri, con tres jóvenes militares a bordo, se apaga de forma inesperada. Unos quince manifestantes le dan alcance y empiezan a golpear el coche. Un manifestante cubierto con un pasamontañas, identificado más tarde como Carlo Giuliani, se acerca al vehículo alzando un extintor, cuando está a dos o tres metros recibe un disparo efectuado desde el interior del Land Rover. Giuliani cae a tierra. Inmediatamente después el vehículo arranca pasando dos veces por encima de Carlo, todavía vivo. El conductor, interrogado por el juez, declarará que no había escuchado los disparos, y que no se dio cuenta de la presencia del cuerpo, al que confundió con una «bolsa de basura».
Cuando media hora después llega la ambulancia, Giuliani ya estaba muerto, sin haber recibido ninguna ayuda de las fuerzas del orden que, inmediatamente después de los disparos, retomaron la plaza.

### Sábado 21 de julio
Tras los sucesos del día anterior se produjeron varias peticiones de anulación de la contracumbre, pero finalmente el Génova Social Forum decidió convocar una gran manifestación unitaria y pacífica de corso Italia a la zona de Foce. La manifestación, a la que acudieron entre 250.000 y 300.000 personas se convirtió en un acto de homenaje a la memoria de Carlo Giuliani: Las organizaciones colocaron sus banderas a media asta, o le colocaron lazos negros; se repartieron miles de cintas negras (la mayoría hechas de forma espontánea cortando bolsas de plástico) que los manifestantes colocaron en sus brazos; Los cánticos se centraron en recordar a Carlo, recalcar el carácter pacífico de los manifestantes y, sobre todo, denunciar la violencia policial, siendo el más repetido «As-sas-sini!» («¡A-se-sinos!») dirigido a los cuerpos policiales.
Otra de las consecuencias de los hechos del día anterior fue que los convocantes de la manifestación redoblaron sus esfuerzos para distinguir a los manifestantes pacíficos de los violentos. La mayoría de los cortejos se dotaron de un servicio de orden para evitar mezclarse con el Black Block. Estos por su parte iniciaron a actuar desde primera hora de la mañana en la Piazza Raffaele Rossetti. Algunos manifestantes, como los miembros del sindicato agrario francés Confédération paysanne, intentaron convencer a los miembros del Black Block para que dejaran de realizar acciones violentas, sin conseguirlo. Tampoco las numerosas llamadas al 113 (número de emergencias italiano) consiguieron que interviniese la policía que estaba en las cercanías de la plaza. El segundo jefe de policía Pasqual Guaglione confirmará en su interrogatorio que asistió a los actos de vandalismo desde las 10:30, pero que no ordenó la carga policial hasta las 15:30, cuando la manifestación pacífica se puso en marcha.
Cuando empiezan las cargas policiales, algunos miembros del Black Block intentan unirse a la manifestación, pero los servicios de orden de las organizaciones convocantes se lo impiden. Los organizadores deciden desviar la marcha hacia Via Caserigis, para alejarse de los enfrentamientos entre fuerzas policiales y Black Blocks, pero aun así la policía inicia a cargar contra la manifestación autorizada, tanto desde Via Caserigis como desde Corso Italia, cerrando casi todas las vías de fuga. La manifestación queda partida en dos a la altura del paseo marítimo, donde la policía está realizando un intenso lanzamiento de gases lacrimógenos, utilizando para ello incluso un helicóptero. Los manifestantes que quedan dispersos entre las dos partes son perseguidos por las fuerzas policiales, produciendo las rocambolescas imágenes de antidisturbios corriendo por la playa entre los bañistas, que junto con otros habitantes de la zona inician a auxiliar a los manifestantes con agua para aplacar el efecto de los gases lacrimógenos.
Algunos manifestantes empezarán en este punto a realizar barricadas cruzando coches y dándoles fuego en el paseo marítimo, donde la policía seguía cargando, para impedir el avance de las fuerzas policiales. Al día siguiente varias organizaciones emitieron comunicados justificando la construcción de barricadas ante la imposibilidad física de hacer retroceder a 200.000 manifestantes con las vías de fuga bloqueadas por las cargas policiales en las calles paralelas. Los enfrentamientos duraron varias horas y provocaron cientos de heridos y decenas de detenidos.

#### El asalto a la escuela Díaz
La escuela Díaz, situada en el barrio de Albaro, había sido concedida al Foro Social de Génova como sede para los medios de comunicación y para el alojamiento de manifestantes. Sobre las 21:00 del sábado algunos ciudadanos informaron de la presencia en el barrio de algunos manifestantes cruzando contenedores y deshaciéndose de cascos y bastones. Una patrulla de la policía comprueba que hay unas cien personas delante de la escuela Díaz, aunque no es en grado de comprobar si son los sujetos que buscaba. Tras denunciar un ataque a una patrulla policial en la zona, las fuerzas del orden ordenan un registro de la escuela Díaz y, oficialmente por error, de la vecina escuela Pascoli, donde estaban durmiendo 93 personas, la mayoría periodistas acreditados.
Decenas de policías antidisturbios derriban la puerta de la escuela e inician a golpear con gran violencia a los presentes que no oponen resistencia; la mayoría estaba durmiendo. Las imágenes grabadas desde el edificio de enfrente muestran a decenas de personas sacadas en camilla; de las que uno, manifestante, queda en coma durante tres días. Se registraron 63 heridos, tres con pronóstico reservado: La estudiante de arqueología alemana Melanie Jonasch (con fractura cráneo encefálica, contusiones múltiples y hematomas en la espalda); el alemán Karl Wolfgang (trauma craneal y hemorragias); y el periodista inglés Mark Covell (perforación de pulmón trauma craneal, pérdida de 10 dientes). El periodista declaró que intentó fingir que estaba muerto pero aun así continuaron pegándole. Las imágenes del interior de la escuela que muestra la televisión tras el registro, con el suelo y las paredes llenas de sangre, fueron calificadas por algunos grupos del parlamento italiano como un registro «a la chilena», en referencia a los registros en la época de Augusto Pinochet.
Todos los presentes en las dos escuelas fueron detenidos, aunque no se les comunicó a ninguno ni el hecho ni los motivos de la detención. Algunos de ellos se enteraron por la prensa en el hospital que estaban acusados de asociación delincuente con fines de devastación y saqueo, resistencia agravada y tenencia de armas. Esta última acusación era fundamental ya que es el único caso que la legislación italiana prevé para una detención masiva sin orden judicial.
Tras el asalto la policía convoca una rueda de prensa, en la que no se permiten preguntas, para mostrar las armas requisadas en la escuela, que justificaría la detención en masa: unas barras de metal (que en seguida se descubriría que eran parte de las obras de reestructuración de la escuela) y dos cócteles molotov. Unas imágenes de la televisión local de Génova, que muestran a la propia policía trasladando al interior de la escuela los cócteles molotov, llevan a la confesión de un agente que admitirá haber recibido la orden de trasladar las pruebas falsas a la escuela. Todos los arrestados en la escuela fueron puestos en libertad.
El Foro Social de Génova denunció que durante el registro a la escuela, que albergaba la sede de los medios y la de sus abogados, desaparecieron varios discos duros y ordenadores portátiles de los periodistas con las imágenes sobre las manifestaciones y los enfrentamientos, destinadas a la denuncia que el GSF iba a poner a las fuerzas del orden, lo que hacía sospechar que la acción estaba destinada a borrar pruebas. La asociación nacional de periodistas se posicionó como parte civil en la denuncia contra la irrupción a la escuela.

## Repercusiones

### Penales
Tras siete años desde los ataques de las fuerzas de seguridad a los grupos opositores a la globalización, un tribunal italiano condenó a 15 funcionarios por abusos de autoridad, violencia, ultrajes y tortura a manifestantes durante las protestas contra la cumbre del G8 celebrada en Génova en 2001. El juez ha decretado penas de entre cinco meses a cinco años a 15 policías y funcionarios del servicio penitenciario y algunos médicos. Otros 30 agentes han sido absueltos de todos los cargos en el que se incluye el asalto.
Los manifestantes aseguraron que fueron golpeados y registrados por la policía, según la fiscalía sin llegar a ser torturados. La reunión del G8 de 2001, fue una de las más violentas en la historia del grupo de los ocho países más industrializados del mundo. Los enfrentamientos entre activistas antiglobalización y las fuerzas de seguridad dejaron un muerto; Carlo Giuliani que murió de un tiro en la cabeza que le disparó un policía, más tarde declarado inocente tras alegar que disparó en legítima defensa; así como centenares de heridos.
Los 45 procesados fueron acusados de brutalidad en una escuela donde los manifestantes acamparon durante la cumbre y en el cuartel de Bolzanetto donde fueron conducidos todos los detenidos durante las protestas.
Patrizia Petruziello, una de las fiscales del caso, denunció que muchos sufrieron «trato inhumano y degradante», según los criterios del Tribunal Europeo. Un oficial de policía había dicho en 2007 que las fuerzas del orden «masacraron a los grupos antisistema» y que la policía, como dijo el jefe de esta Michelangelo Fournier, se había mantenido en silencio «por una extraña mezcla de vergüenza y corporativismo».
- Este artículo es una obra derivada de «» por periodistas de 20minutos.es, disponible bajo la licencia Creative Commons Atribución-CompartirIgual 3.0 Unported.